# Kærgårdsholm
Kærgårdsholm var en hovedgård i Håsum Sogn i det tidligere Rødding Herred Spøttrup Kommune
Viborg Amt, nu 	Skive Kommune. Gårdens historie går tilbage til slutningen af 1400-tallet, og ejedes af Fru Sophie Bosdatter Høg. Den blev 1545 sammenlagt med Vellumgaard, begge ejedes da af fru Anne Lange, som i 1551 giftede sig med Gregers Ulfstand som opførte Kærsgårdsholm hvor Vellumgaard tidligere lå, – der hvor voldsteddet ligger i dag. Den blev ombygget af Niels Linde i første halvdel af 1700-tallet, til en trefløjet mur- og bindingsværksbygning med voldgrave og vindebroer. Denne blev nedrevet i 1880'erne og flyttede gården til den nuværende beliggenhed lidt mod sydvest.

## Eksterne kilder og henvisninger
- J.P. Trap: Kongeriget Danmark, 4. udg. 1925
- IV. Kærgårdsholm (Webside ikke længere tilgængelig) – Bidrag til nogle jydske hovedgårdes historie i nyere Tid (1660—ca. 1850).

|  | Denne artikel om en bygning eller et bygningsværk kan blive bedre, hvis der indsættes et (bedre) billede. Du kan hjælpe ved at afsøge Wikimedia Commons for et passende billede eller lægge et op på Wikimedia Commons med en af de tilladte licenser og indsætte det i artiklen. |

56°33′51″N 8°51′46″Ø / 56.56417°N 8.86278°Ø